# Coucal rufin
Centropus bengalensis
Espèce
Statut de conservation UICN

 LC  : Préoccupation mineure
Le Coucal rufin (Centropus bengalensis) ou petit coucal, est une espèce d'oiseaux de la famille des Cuculidae.

## Répartition

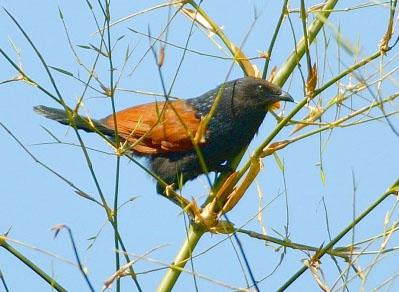
plumage de nidification

Son aire s'étend sur le sud-ouest de l’Inde, le nord-est du sous-continent indien, le sud de la Chine et à travers toute l'Asie du Sud-Est.

## Liste des sous-espèces
- Centropus bengalensis bengalensis (Gmelin, 1788)
- Centropus bengalensis javanensis (Dumont, 1818)
- Centropus bengalensis lignator Swinhoe, 1861
- Centropus bengalensis medius Bonaparte, 1850
- Centropus bengalensis philippinensis Mees, 1971
- Centropus bengalensis sarasinorum Stresemann, 1912